# آریباشوو
آریباشوو (انگلیسی: Aribashevo) یک شهرک در شهرستان تاتیشلینسکی استان باشقیرستان کشور روسیه است.